# Louchats
Louchats – miejscowość i gmina we Francji, w regionie Nowa Akwitania, w departamencie Żyronda.
Według danych na rok 1990 gminę zamieszkiwało 425 osób, a gęstość zaludnienia wynosiła 11 osób/km² (wśród 2290 gmin Akwitanii Louchats plasuje się na 771. miejscu pod względem liczby ludności, natomiast pod względem powierzchni na miejscu 189.).